# Уткін Данило Павлович
Данило Павлович Уткін (рос. Дании́л Па́влович У́ткин, нар. 12 жовтня 1999, Аксай, Росія) — російський футболіст, опорний півзахисник клубу «Ростов» та національної збірної Росії.

## Ігрова кар'єра

### Клубна
Данило Уткін є вихованцем академії футбольного клубу «Краснодар». У 2016 році потрапив до списку 60-ти кращих футболістів світу 1999 року народження за версією The Guardian.
Починав грати у молодіжній команді «Краснодара». У сезоні 2017/18 брав участь у турнірі Юнацької ліги УЄФА. В тому ж сезоні грав у складі «Краснодар-2» у ФНЛ. У грудні 2018 року Уткін вперше зіграв в основі «Краснодара» у чемпіонаті Росії. Сезон 2021/22 Данило Уткін провів в оренді у клубі РПЛ «Ахмат».
У січні 2022 року футболіст підписав чотирирічний контракт з клубом РПЛ «Ростов».

### Збірна
У жовтні 2019 року Данило Уткін вперше зіграв у складі молодіжної збірної Росії. Він потрапив до списку гравців на участь у молодіжній першості Європи 2021 року але на турнірі так жодного разу і не вийшов на поле.
24 вересня 2022 року у товариському матчі проти команди Киргизстану Данило Уткін дебютував у національній збірній Росії. В першому ж матчі у збірній футболіст відмітився забитим голом.